# Not Gonna Die
«Not Gonna Die» —en español: «No voy a morir»— es el cuarto sencillo del álbum Rise, de la banda de rock, Skillet.

## Lista de posiciones
| Posiciones                | Mejor posición |
| ------------------------- | -------------- |
| Christian Streaming Songs | 5              |